# ديفيد لاوز
ديفيد أنتوني لاوز (30 نوفمبر 1965) هو سياسي بريطاني من الحزب الديمقراطي الليبرالي. كان عضوًا في البرلمان عن دائرة يوفيل الانتخابية من عام 2001 إلى 2015، بدايةً في 2010 عمل وزيرًا في ولايته البرلمانية الثالثة في منصب الأمين الأعلى للخزانة وبعد فترة وزيرًا للمدارس ومكتب مجلس الوزراء في نفس الوقت – مكتب عمل فيه بشكل مشترك بين الإدارات بشأن تنفيذ قرارات الاتفاق الائتلافي.
بعد مسيرة مهنية في عمل المصارف الاستثماري، أصبح لاوز مستشارًا اقتصاديًا ولاحقًا مدير السياسات والبحوث في حزبه. في عام 2001، انتُخب عضو مجلس البرلمان عن دائرة يوفيل، خلفًا للقائد الديمقراطي الليبرالي السابق بادي آشدون. في عام 2004، شارك في تحرير الكتاب البرتقالي: استعادة الليبرالية، تلاه كتاب بريطانيا بعد بلير عام 2006. بعد الانتخابات العامة لعام 2010، كان لاوز كبير مفاوضي الحزب في الاتفاق الائتلافي الذي حافظ على تنظيم خطة عمل حكومة الحزب الائتلافية البرلمانية مع حزب المحافظين.
تولى منصب الأمين الأعلى للخزانة لمدة 17 يومًا قبل استقالته جراء الكشف عن مطالباته بالنفقات البرلمانية، التي وصفتها هيئة المعايير والامتيازات البرلمانية بأنها «سلسلة من الانتهاكات الجسيمة للقوانين، على مدى فترة طويلة من الزمن»، وإن كانت غير مقصودة؛ لم يجد المفوض البرلماني للمعايير «دليلًا على أنه قدم مطالباته بقصد نفع نفسه أو شريكه في انتهاك واعٍ للقوانين». كانت استقالته واحدة من ست استقالات وزارية بسبب فضيحة النفقات وفُصل من البرلمان لسبعة أيام بتصويت مجلس العموم.

## مسيرته المهنية
دخل لاوز في مجال عمل المصارف الاستثماري، وأصبح نائب الرئيس في بنك جيه بّي مورغان من 1987 إلى 1992 وبعدها مديرًا عامًا، بكونه رئيس خزانتي الدولار الأمريكي والجنيه الاسترليني في بنك باركليز دي زويت ويد.
غادر عام 1994، ليتولى دور المستشار الاقتصادي للحزب الديمقراطي الليبرالي، بمرتب 15,000 جنيه (ما يعادل 30,100 جنيه في عام 2019). نافس لاوز وزير الداخلية مايكل هوارد (محافظ) دون نجاح على دائرة فوكستون وهايث الانتخابية عام 1997. من 1997 إلى 1999 كان مدير السياسات والبحوث في الحزب الديمقراطي الليبرالي.
عقب الانتخابات البرلمانية الاسكتلندية لعام 1999، لعب لاوز دورًا استشاريًا رئيسيًا في مفاوضات الاتفاق الائتلافي في البرلمان الإسكتلندي مع حزب العمال، بكونه مدير السياسات في الحزب.